# Харламов Михайло Іванович
Михайло Іванович Харламов (1916—1991) — молодший сержант Робітничо-селянської Червоної армії, учасник німецько-радянської війни, Герой Радянського Союзу (1943).

## Біографія
Михайло Харламов народився 25 липня 1916 року у селі Костюково (нині — село Зимники Дальнєрєченського району Приморського краю). Після закінчення неповної середньої школи працював трактористом. У червні 1941 року Харламов був призваний на службу в РСЧА. Із травня 1943 року — на фронтах німецько-радянської війни.
До жовтня 1943 року молодший сержант Михайло Харламов командував відділенням 685-го стрілецького полку 193-ї стрілецької дивізії 65-ї армії Центрального фронту. Відзначився під час битви за Дніпро. У ніч із 14 на 15 жовтня 1943 року відділення Харламова в числі перших переправилося через Дніпро в районі села Кам'янка Ріпкинського району Чернігівської області Української РСР і взяло активну участь у боях за захоплення і утримання плацдарму на його західному березі. У ході подальших боїв Харламов особисто знищив кілька десятків солдатів і офіцерів противника.
Указом Президії Верховної Ради СРСР від 30 жовтня 1943 року молодший сержант Михайло Харламов був удостоєний високого звання Героя Радянського Союзу з врученням ордена Леніна та медалі «Золота Зірка».
В 1944 році Харламов був демобілізований. Проживав і працював у Дальнєрєченську. В останні роки жив у Комсомольську-на-Амурі у своїх дітей, де і помер.
Був також нагороджений орденом Вітчизняної війни І ступеня та рядом інших медалей.